# Irreligión en España
La irreligión en España es un fenómeno que existe al menos desde el siglo XVII, asociada al ateísmo, al agnosticismo al anticlericalismo, al republicanismo y al anarquismo en los movimientos socialistas en España. El secularismo obtuvo una relativa popularidad (a pesar de que la mayoría de la sociedad era todavía muy religiosa) a finales del siglo XIX y principios del XX. En España la irreligión, en sus diferentes manifestaciones -librepensamiento, ateísmo y agnosticismo- es una práctica de la libertad de pensamiento y la libertad de culto.
Durante la Segunda República entre 1931 y 1936, España se convirtió en un estado laico, limitando la actividad de la Iglesia católica y expulsando a la Iglesia de la educación. Durante la Guerra Civil Española, las personas irreligiosas fueron reprimidas por el franquismo, mientras que la religión fue abolida en gran parte entre el republicanismo de España. Durante el período de la dictadura franquista (1939-1975) la irreligión fue perseguida, siguiendo las pautas de la ideología nacionalcatólica imperante.
Las personas irreligiosas no podían ser trabajadores públicos o expresar sus pensamientos abiertamente. Fue después de la transición a la democracia  (1975-1982) cuando las restricciones a la irreligión fueron levantadas y España se constituyó en un estado aconfesional. En las últimas décadas la práctica religiosa ha caído dramáticamente y el laicismo ha crecido en popularidad.

## Demografía
En abril de 2023, una encuesta realizada por el Centro de Investigaciones Sociológicas mostró que el 53,8 % de los españoles se describiría hoy como católicos, aunque sólo el 15,7 % de los españoles asiste a misa casi todos los domingos. El 16,1 % se definen a sí mismos como ateos, otro 13,4 % como no creyentes y un 12,8 como agnósticos. En 2008, varios informes indicaron que hasta el 60 % de la población de Madrid y su área metropolitana se identificaban como no religiosos. Según un estudio de 2009, el 46 % de los españoles de 18 a 24 años se declaran ateo o agnóstico.
En mayo de 2021, según el CIS, había un 16,2 % de ateos, un 10,5 % de no creyentes y un 10,8 % de agnósticos, más de 20 puntos por encima del 3,5 % de ateos y 10,2 % de no creyentes de la primera encuesta equiparable, de septiembre de 1998. Sin embargo, las cifras varían significativamente dependiendo de la condición socioeconómica o lugar de residencia. Así, en poblaciones de menos de 2000 habitantes, el muestreo (mayo de 2021) arrojaba un 32,5 % de ateos, no creyentes y agnósticos, en contraste con el 42,1 % en núcleos urbanos de más de un millón de habitantes, donde la cifra de católicos se reduce a un 51,3 % en contraste con el 58,2 % de la media nacional o el 64,5 % que se alcanza en poblaciones de menos de 2000 habitantes.
El porcentaje de no creyentes y de ateos disminuye progresivamente según aumenta la edad del entrevistado, pasando del 65,1 % de ateos y no creyentes entre los jóvenes de 18 a 24 años al 20,6 % de ateos y no creyentes entre los mayores de 65.
| Evolución del sentimiento religioso en España - CIS              |                                                                  |
| ---------------------------------------------------------------- | ---------------------------------------------------------------- |
| Gráfico no disponible temporalmente debido a problemas técnicos. |                                                                  |
| Católicos No creyentes y ateos Creyentes de otras religiones     |                                                                  |
|                                                                  | Gráfico no disponible temporalmente debido a problemas técnicos. |

La evolución del número de matrimonios mediante un rito religioso o por lo civil también ha sido afectada por el proceso de secularización. En la década de los años 2000 el matrimonio estrictamente civil superó en número al matrimonio religioso. Entre 2000 y 2009 el número de uniones por el rito católico descendió algo más de un 50 %, de 163 636 a 80 174, mientras que los matrimonios civiles aumentaron un 80 %, de 52 255 a 94 993. Esta tendencia prosigue en la década siguiente: en 2019 se celebraron 129 240 matrimonios civiles frente a 33 869 de confesión católica.
Según el informe 'Laicidad en cifras', de la Fundación Ferrer Guardia la pérdida de fe en España se aceleró con la pandemia del Covid19. Así, el porcentaje de agnósticos y ateos subió del 27,5 % al 37,1 % entre 2019 y 2021 llegando al 50 % en españoles menores de 34 años. Los matrimonios civiles en 2020 fueron cerca del 90 % y casi la mitad de los niños nacieron fuera del matrimonio, cuando el porcentaje no llegaba al 10 % en el año 1990.

## En el gobierno
Se dice que la estrecha alianza del régimen de Franco y la Iglesia católica han tenido una considerable influencia sobre el declive de la religión en España. La imposición de la Iglesia al pueblo y la posterior caída del régimen hicieron que los españoles se separaran del catolicismo a medida que la coacción política se relajaba. Durante los 16 años siguientes a la transición de una dictadura a la democracia, hubo una caída significativa en los niveles de la práctica religiosa. De acuerdo con Miguel y Stanek, en los 16 años, la práctica religiosa en España disminuyó en un 14 %, disminuyendo a una tasa anual del -2,1 %.
En 1966 el régimen franquista aprobó una ley que liberó a otras religiones de muchas de sus anteriores restricciones, aunque también reafirmó los privilegios de la Iglesia católica. En 1978 la nueva Constitución española confirmó el derecho de los españoles a la libertad religiosa y comenzó a desestabilizar el catolicismo como religión estatal y declaró que la libertad religiosa para los no católicos es un derecho protegido por el gobierno.

"Se garantiza la libertad de ideología, religión y culto a individuos y comunidades sin otra restricción de expresión que la necesaria para mantener el orden público protegido por la ley."

"Nadie puede ser obligado a hacer declaraciones con respecto a su ideología, religión o creencias".

"No hay religión estatal. Las autoridades públicas tendrán en cuenta las creencias religiosas de la sociedad española y, en consecuencia, mantendrán relaciones de cooperación apropiadas con la Iglesia católica y otras denominaciones".

El proceso de secularización ya era claramente reconocible a finales del siglo XVIII. La profundidad, la influencia y la continuidad de las tradiciones liberales y democráticas de España son particularmente importantes para intentar comprender los valores relacionados con los ideales de tolerancia y libertad religiosa. Visto desde este punto de vista, queda claro por qué España, en particular, fue uno de los primeros países en el mundo en introducir los derechos de la mujer y por qué la ley de divorcio de la Segunda República Española fue una de las más progresistas jamás pensadas. Es la base para la actual ley sobre el matrimonio entre personas del mismo sexo en España, que ha conducido recientemente a polémicas.
Aunque más de 19 de cada 20 españoles fueron bautizados como católicos, el proceso de secularización se ha intensificado tanto a nivel institucional como en la vida cotidiana de las personas. A cambio del subsidio que la Iglesia recibe, sus partidarios argumentan que la sociedad recibe los servicios sociales, de salud y educativos de decenas de miles de sacerdotes y monjas. El Estado español permite que los ciudadanos en su declaración de la renta anual puedan destinar voluntariamente un 0,7 % de su IRPF al sostenimiento de la Iglesia católica, única religión que cuenta con ese privilegio. El 32 % de los españoles destinaron esa fracción voluntaria a la Iglesia en 2019, lo que le proporcionó a la institución ingresos por valor de 284 millones de euros en 2020.

## En educación
Existe una relación inversa entre el nivel de educación y la importancia social de la religión. En 1980, se realizó un estudio que mostró que cuanto más educada era una persona, más probable era que él o ella no fuera católica. Esto se atribuye a la nueva auto-contención de la Iglesia en la política. La Iglesia comenzó a aceptar la necesidad de separar la religión y el estado.

## Organizaciones

### Unión de Ateos y Librepensadores (UAL)
La UAL es una nueva organización con sede en Barcelona que promueve el ateísmo y une a los ateos dentro de España. El primer post en su sitio web es el 11 de enero de 2008, pero no tienen información sobre su fundación. El objetivo del grupo es informar a los hispanohablantes que quieran saber más sobre el ateísmo y unir a aquellos que ya han elegido el estilo de vida ateo. Su sitio web contiene enlaces a libros, grupos y artículos ateos. El grupo tiene reuniones programadas cada jueves. Ellos organizan eventos mensuales con oradores y escritores ateos. Existen grupos locales similares en cada Comunidad Autónoma de España.

## Véaste también
- Ateísmo
- Agnosticismo
- Europa Laica
- Laicismo
- Libertad de conciencia
- Librepensamiento
- Estado laico
- Estado aconfesional
- Separación Iglesia Estado